# Cosecante
La función cosecante (abreviado como csc o cosec) es la razón trigonométrica recíproca de la función seno, o también su inverso multiplicativo:
{\displaystyle \csc \alpha ={\frac {1}{\sin \alpha }}={\frac {c}{a}}}

## Forma geométrica
Sabiendo que:
{\displaystyle \csc \alpha ={\frac {1}{\sin \;\alpha }}}
Trazando una recta horizontal que pasa por F que corta a r en G. A la vista de la figura, podemos ver que el ángulo  de G es igual al ángulo  de A, dado el triángulo GAF rectángulo en F:
{\displaystyle \csc \alpha ={\frac {1}{\sin \;\alpha }}={\frac {\overline {AB}}{\overline {CB}}}={\frac {\overline {AG}}{\overline {AF}}}={\frac {\overline {AG}}{1}}={\overline {AG}}}
Otra forma de obtener la representación geométrica es trazando la perpendicular a r por el punto B, esta perpendicular corta el eje y en K, con lo que tenemos:
{\displaystyle \csc \alpha ={\frac {1}{\sin \;\alpha }}={\frac {\overline {AK}}{\overline {AB}}}={\frac {\overline {AK}}{1}}={\overline {AK}}}
Siendo una representación distinta de la anterior.

## Seno y cosecante de un ángulo
Partiendo de la definición de cosecante como la inversa del seno:
{\displaystyle \csc \alpha ={\frac {1}{\sin \alpha }}}
Y conociendo la función seno previamente, podemos ver que para los valores en los que el seno vale cero, la cosecante se hace infinito, si la función seno tiende a cero desde valores negativos la cosecante tiende a: {\displaystyle -\infty }.
{\displaystyle \lim _{\alpha \to 0^{-}}\sin(\alpha )=0^{-}}
{\displaystyle \lim _{\alpha \to 0^{-}}\csc(\alpha )={\cfrac {1}{{\underset {\alpha \to 0^{-}}{\lim }}\;\sin(\alpha )}}={\cfrac {1}{0^{-}}}=-\infty }
mientras que cuando el seno tiende a cero desde valores positivos la cosecante tiende a: {\displaystyle +\infty }.
{\displaystyle \lim _{\alpha \to 0^{+}}\sin(\alpha )=0^{+}}
{\displaystyle \lim _{\alpha \to 0^{+}}\csc(\alpha )={\cfrac {1}{{\underset {\alpha \to 0^{+}}{\lim }}\;\sin(\alpha )}}={\cfrac {1}{0^{+}}}=+\infty }
Cuando el seno del ángulo vale uno, su cosecante también vale uno, como se puede ver en la gráfica.